# イコライザ (通信技術)
通信技術におけるイコライザ (equalizer) とは、情報通信用の電気信号の周波数特性を最適化させるように周波数フィルタなどによって調整する補償回路である。
「イコライザ」は、一般的に電気信号の全体的な周波数特性を加工・調節する回路であり、音響信号を扱うもの（イコライザー (音響機器)）や情報通信用の信号を扱うもの、また、画像処理において明度などを平準化するものなどがある。「等化器」などとも呼ばれる。本項目では情報通信用のイコライザについて記述する。

## 概要
イコライザは情報通信用の電気信号の受信後に、伝送路の特性によって変化を受けた信号波形の復元や変化の最小化を目的に、受信信号の周波数特性を調整するものである。多くの場合、高速伝送のために伝送路の帯域上限まで使って送られて来た信号に対して、ローパス・フィルタを経由したのと同様に失われた高周波成分を補強する目的で高域側を増幅することで補正する回路である。送信側であらかじめ高域を増幅しておく「プリエンファシス」と異なり、受信側で高域を増幅するために伝送路間での不要な電磁放射 (EMI) は小さくでき、その分、必要なだけ増幅量を大きくできる。また、必要に応じて伝送路特性のトレーニングを行えば、デエンファシスよりもより細かな調整が行える